# Assa (Ako)
Pour les articles homonymes, voir Assa.
Assa est un village du Cameroun situé dans la commune d'Ako. Il est rattaché au département du Donga-Mantung, dans la région du Nord-Ouest.

## Géographie
Assa est situé à l'est du village d'Ako, entre les villages d'Akwesse au nord et d'Amba au sud. Il y a un lac à proximité du village, le lac Nyiroagbeeso

## Population
En 1970, il y avait 134 habitants.  
Le Bureau central des recensements et des études de population (BCREP) a réalisé un recensement en 2005, le Répertoire actualisé des villages du Cameroun, dans lequel il évaluait à 517 le nombre d'habitants ; ce chiffre inclus 254 hommes et 263 femmes.

## Zone protégée
La zone d'Eka, lieu de rite traditionnel, est un lieu protégé et interdit à la population.

## Économie
Les villageois pratiquent plusieurs métiers dans les domaines de la pêche, l’exploitation forestière, l’artisanat, l’exploitation minière, l’agriculture, l’élevage bovin, l’apiculture, le commerce et la chasse. Les femmes sont présentes dans certains domaines notamment : l’artisanat, l’agriculture, l’élevage bovin, l’apiculture et le commerce.

## Système éducatif
Le village compte une école primaire, la GS Assa.   

## Accès à l’eau
Le village n'a pas de point d’eau potable.   

## Accès à l’électricité
Le village n'a pas accès à l’électricité.

## Réseau routier
Un sentier relie les villes d'Assa et Ako.   

## Développement d'Ande
Le plan de développement du village d'Assa comprend la construction de nouvelles classes dans l'école primaire GS Assa et d'un établissement d'enseignement secondaire. Le village sera raccordé en eau et en électricité et un robinet public sera installé dans le village. Une salle culturelle, un marché et un centre de soins seront construits. Le plan prévoit aussi la construction d'un pont au dessus de la rivière Athorou et d'une route rurale de 6 km entre Assa et Ako.  